# Hameau
Hameau är en bergstopp i Österrike.   Den ligger i  förbundslandet Wien, i den östra delen av landet, 9 km nordväst om huvudstaden Wien. Toppen på Hameau är 464 meter över havet, eller 6 meter över den omgivande terrängen. Bredden vid basen är 0,41 km.
Terrängen runt Hameau är huvudsakligen kuperad, men åt sydost är den platt. Runt Hameau är det mycket tätbefolkat, med 3 623 invånare per kvadratkilometer.. Närmaste större samhälle är Wien, 9,4 km sydost om Hameau. 
Runt Hameau är det i huvudsak tätbebyggt.